# Bilbao Bizkaia Kutxa
Pour les articles homonymes, voir BBK.
Bilbao Bizkaia Kutxa (BBK) était une caisse d'épargne basque, basée à Bilbao. Son nom complet était Bilbao Bizkaia Kutxa, Aurrezki Kutxa eta Bahitetxea (en castillan, Caja Bilbao Vizcaya, Caja de Ahorros y Monte de Piedad et en français, Caisse Bilbao Biscaye, caisse d'épargne et mont de piété). Elle a été créée en 1990 par l'union de la Caja de Ahorros Municipal de Bilbao (Caisse d'épargne municipale de Bilbao) et de la Caja de Ahorros Provincial de Vizcaya (Caisse d'épargne provinciale de Biscaye). Elle était la principale banque d'épargne de Biscaye et du Pays basque. Depuis le 1er janvier 2012, elle exerce son activité financière à travers le SIP Kutxabank, conjointement avec la Caja Vital et la Kutxa.
Le 30 juin 2014, l'assemblée générale de BBK a approuvé la transformation de l'entreprise en une fondation bancaire, conformément à la loi espagnole des caisses d'épargne et des fondations bancaires.
En Biscaye, le sigle "BBK" est maintenu comme marque commerciale de la Kutxabank, entité dont la fondation est actionnaire à 57 %.

### Sources
- (es) Cet article est partiellement ou en totalité issu de l’article de Wikipédia en espagnol intitulé « Bilbao Bizkaia Kutxa » (voir la liste des auteurs).